# CANT Z.1007
CANT Z.1007 Alcione (wł.: zimorodek) – trójsilnikowy średni samolot bombowy używany we Włoszech w czasie II wojny światowej.

## Historia

### Rozwój samolotu
Z.1007 został zaprojektowany przez inż. Filippo Zappatę, głównego konstruktora wytwórni lotniczej Cantieri Riuniti dell’Adriatico (CRDA) w Monfalcone koło Triestu, w efekcie prac nad nowymi typami bombowców dla Regia Aeronautica. Powstały wtedy, w oparciu o koncepcję wodnopłatowca CANT Z.506 dwa prototypy samolotów: trójsilnikowy Z.1007 i dwusilnikowy CANT Z.1011. Wobec słabych osiągów zrezygnowano z dalszego rozwijania wersji dwusilnikowej, koncentrując się na bardziej obiecującym Z.1007. Pierwszy prototyp, wyposażony w silniki rzędowe Isotta-Fraschini Asso XI o mocy 825 KM, został oblatany w marcu 1937 roku. Drugi prototyp, o nie zmienionej konstrukcji, lecz napędzany mocniejszymi silnikami Piaggio P.XIbis R.C.40, oblatany w maju 1937, stał się pierwowzorem wersji seryjnej Z.1007B. Do 1939 roku wyprodukowano 34 egzemplarze tej wersji.
Jeszcze w 1937 r. inż. Zappata opracował nową wersję bombowca, pod oznaczeniem Z.1007bis. Miała ona zmieniony, powiększony kadłub i zamknięte stanowiska strzeleckie. Budowana była w dziewięciu seriach produkcyjnych, pierwsze trzy miały jeszcze pojedyncze usterzenie pionowe, pozostałych sześć zaś zdwojone stery kierunku. Dziesiąta seria otrzymała nowe silniki Piaggio P.XIX o mocy 1150 KM i oznaczenie Z.1007ter. Łącznie wyprodukowano 526 sztuk samolotów bis i ter. Oprócz macierzystej wytwórni produkowały je też firmy IMAM i Piaggio.

### Użycie operacyjne
Pierwsze bombowce Z.1007 trafiły na wyposażenie jednostek Regia Aeronautica w 1939 roku. W dniu przystąpienia Włoch do II wojny światowej lotnictwo włoskie dysponowało 87 samolotami w pierwszej linii, z których tylko 38 osiągnęło gotowość operacyjną. Bojowo zostały po raz pierwszy użyte przeciwko Grecji w październiku 1940 roku. Następnie jednostki wyposażone w Z.1007 walczyły nad Kretą i zwalczały żeglugę aliancką na morzu Śródziemnym.
29 września 1940 roku 204 Squadriglia dokonała dalekodystansowego nalotu na instalacje przetwórstwa ropy naftowej w okolicach Hajfy. Jeden z powracających samolotów lądował przymusowo, w wyniku odniesionych uszkodzeń, na podległym Francji terytorium Libanu. Został on przejęty przez wojsko francuskie i po wymianie silników użytkowany jako samolot transportowy. Służył, początkowo wojskom wiernym marszałkowi Pétain, a potem Wolnym Francuzom, aż do 1943 roku.
CANT Z.1007 były też epizodycznie użyte w bitwie o Anglię. W składzie Corpo Aereo Italiano znalazła się 179 Squadriglia, jednostka rozpoznania taktycznego wyposażona w pięć samolotów wersji bis. Kilkanaście Alcione weszło w skład Corpo Aereo Spedizione w Rosji.
Jednak głównym obszarem użycia tych samolotów pozostało Morze Śródziemne. Maszyny z jednostek stacjonujących we Włoszech, na Sycylii, Sardynii i w Grecji brały udział w nalotach na Maltę, zwalczaniu partyzantów Tity w Jugosławii i kampanii afrykańskiej. W czasie największego natężenia walk o Maltę, w połowie 1942 roku, jednostki wyposażone w Z.1007 poniosły ciężkie straty podczas walk konwojowych (operacje „Harpoon” i „Pedestal”).
Po kapitulacji Włoch we wrześniu 1943 roku około 80 egzemplarzy Alcione znalazło się w składzie jednostek Aviazione Cobelligerante Italiana, walczących po stronie Aliantów. Używane były głównie w charakterze samolotów transportowych, dostarczając zaopatrzenie jugosłowiańskim partyzantom. Sporadycznie brały też udział w nocnych bombardowaniach pozycji wojsk niemieckich w północnych Włoszech. Po stronie RSI powstała tylko jedna eskadra: Squadriglia Autonomo Bombardamento „Ettore Muti”, sformowana w czerwcu 1944 r. na lotnisku Lonate Pozzolo i wyposażona w 17 samolotów wersji ter.
Lotnictwo Niepodległego Państwa Chorwackiego używało w 1944 roku trzech maszyn Z.1007bis, które otrzymało od Niemców jako uzupełnienie strat w jednostkach walczących wspólnie z Luftwaffe.

## Opis konstrukcji
Z.1007 Alcione był trójsilnikowym średnim bombowcem konstrukcji całkowicie drewnianej o klasycznym, chowanym w locie podwoziu z kółkiem ogonowym. Napęd, w zależności od wersji, stanowiły trzy silniki gwiazdowe Piaggio P.XI R.C.40 lub Piaggio P.XIX, umieszczone w nosie kadłuba i gondolach podskrzydłowych. Uzbrojenie obronne stanowiły dwa karabiny maszynowe Breda-SAFAT kal. 12,7 mm, po jednym w wieżyczce strzeleckiej na grzbiecie kadłuba oraz w dolnym stanowisku strzeleckim i dwa km kal. 7,7 mm w stanowiskach strzeleckich po bokach kadłuba. Z.1007bis mógł przenosić do 1200 kg bomb w wewnętrznej komorze bombowej i do 1000 kg bomb (lub dwie torpedy 450 mm) na podwieszeniach pod skrzydłami. W wersji Z.1007ter udźwig bomb zmniejszono do 1000 kg, powiększając przy tym zasięg samolotu do 2250 km.